# Nothocalais alpestris
Nothocalais alpestris là một loài thực vật có hoa trong họ Cúc. Loài này được (A.Gray) K.L.Chambers mô tả khoa học đầu tiên năm 1957.